# Großer Preis von Italien 1961
Der Große Preis von Italien 1961 (offiziell XXXIIo Gran Premio d’Italia) fand am 10. September auf dem Autodromo Nazionale di Monza in Monza statt und war das siebte Rennen der Automobil-Weltmeisterschaft 1961. Der Grand Prix wurde vom tödlichen Unfall von Wolfgang Graf Berghe von Trips überschattet, bei dem auch 15 Zuschauer ums Leben kamen – so viele wie in keinem anderen Rennen der Automobilweltmeisterschaft davor und danach.

## Bericht

### Hintergrund
Fünf Wochen nach dem Großen Preis von Deutschland fand das nächste Rennen der Automobilweltmeisterschaft auf dem traditionellen Kurs vom Autodromo Nazionale Monza statt. Als Streckenvariante bestimmten die Veranstalter die Zehn-Kilometer-Kombination aus dem Standardkurs mit angeschlossenem Ovalkurs, da diese Streckenvariante einen Vorteil für Ferrari bedeutete, die vor allem auf Strecken mit langen Geraden der Konkurrenz überlegen waren. Wie im Vorjahr gab es gegen diese Entscheidung Proteste, allerdings stimmten die meisten Teams einer Teilnahme zu, da die Wagen durch die Hubraumreduzierung langsamer als im Vorjahr waren und die Veranstalter versprachen, die Steilkurven ein letztes Mal zu befahren. In der Zwischenzeit wurden die nicht zur Weltmeisterschaft zählenden Guard’s Trophy in Brands Hatch, das Kanonloppet in Karlskoga, der Große Preis von Dänemark in Roskilde und der Große Preis von Modena auf dem Aerautodromo di Modena ausgetragen. Drei dieser Rennen gewann Stirling Moss auf Lotus.
Ferrari-Pilot Graf Berghe von Trips kam mit vier Punkten Vorsprung auf seinen Teamkollegen Phil Hill und zwölf auf Moss nach Monza. Mit einem Sieg hätte sich von Trips schon im vorletzten Saisonrennen die Weltmeisterschaft gesichert. Die Konstrukteursweltmeisterschaft hatte Ferrari bereits einige Rennen zuvor gewonnen. Neben Graf Berghe von Trips hatten nur noch Phil Hill und Moss theoretische Chancen Weltmeister zu werden.
Zu seinem ersten Rennen war Ricardo Rodríguez angetreten, der Teamkollege von Graf Berghe von Trips, Phil Hill und Richie Ginther wurde. Rodríguez war der bis dahin jüngste Grand-Prix-Pilot. Erst 1980 ging mit Mike Thackwell ein knapp ein Monat jüngerer Fahrer an den Start. Da Ferrari am Großen Preis der USA 1961 nicht teilnahm, war es für die vier Fahrer des Teams das jeweils letzte Saisonrennen. Graf Berghe von Trips verunfallte im Rennen tödlich, Ginther wechselte in der folgenden Saison zu B.R.M. Lediglich Phil Hill und Rodriguez verblieben bei Ferrari.
Bei den meisten Teams fanden bereits Fahrzeugtests für die folgende Saison fest. Cooper Car Company meldete für Jack Brabham sowohl einen Cooper T55, als auch den Cooper T58 mit dem neuen V8-Aggregat. Brabham verwendete den T58 sowohl im Training, als auch im Rennen. Bei B.R.M. wurde erstmals der neue BRM P57 mit B.R.M. Motor für ein Rennen gemeldet, aber nur testweise von Graham Hill im Training verwendet. Lotus setzte zwei verschiedene Wagen für Innes Ireland ein, einen Lotus 21 und einen Lotus 18/21, das Rob Walker Racing Team experimentierte mit zwei Teams und insgesamt drei verschiedenen Wagen für Moss. Außerdem meldete Porsche sowohl jeweils zwei Wagen für seine Fahrer.
Für viele Teams und Fahrer mit privaten Wagen war der Große Preis von Italien das letzte Saisonrennen, beziehungsweise das letzte Rennen überhaupt. Henry Taylor beendete seine Karriere bei British Racing Partnership, als Teamkollege hatte er Masten Gregory, der zu diesem Team wechselte und auch in der folgenden Saison für British Racing Partnership fuhr. Die Scuderia Colonia, ein von Graf Berghe von Trips gegründetes Team zog sich ebenfalls aus der Automobilweltmeisterschaft zurück und war ein letztes Mal mit Wolfgang Seidel gemeldet. H&L Motors bestritt auch den letzten Grand Prix seiner Teamgeschichte, für den Fahrer Jackie Lewis war wie für Seidel die Saison damit beendet. Die Scuderia Serenissima beendete die Saison ebenso wie ihr Fahrer Maurice Trintignant, der ein letztes Mal Cooper fuhr. Er wechselte anschließend zurück zum Rob Walker Racing Team. Sein Teamkollege für den Großen Preis von Italien war Nino Vaccarella, der sein einziges Rennen fuhr auf einem De Tomaso F1-003. Die Scuderia Centro Sud pausierte nach dem Grand Prix für ein Jahr, der Fahrer Lorenzo Bandini wechselte zu Ferrari, Massimo Natili beendete seine Karriere in der Automobilweltmeisterschaft. André Pilette pausierte nach dem Rennen bis 1963 und setzte für die Equipe Nationale Belge einen Emeryson 61 ein, der einzige Einsatz des Wagens. Außerdem beendeten Brian Naylor und Jack Fairman ihre Karrieren, Gerry Ashmore, Giancarlo Baghetti, Tim Parnell die Saison. Roberto Bussinello bestritt sein Debüt, fuhr aber erst 1965 wieder in der Automobilweltmeisterschaft. Des Weiteren debütierten die italienischen Fahrer Renato Pirocchi, Gaetano Starrabba und Roberto Lippi, nur Lippi fuhr auch weitere Rennen.
Mit Moss, Phil Hill und Tony Brooks nahmen drei ehemalige Sieger teil, Moss gewann den Großen Preis von Italien zuvor dreimal, Phil Hill und Brooks jeweils einmal. Bei den Konstrukteuren waren Ferrari und Cooper zuvor erfolgreich.

### Training
Nach den Trainingsläufen belegten die Werks-Ferraris die ersten vier Plätze, mehr als eine Sekunde waren die Ferrari schneller als die Konkurrenz. Die Pole-Position sicherte sich zum einzigen Male Wolfgang Graf Berghe von Trips, Ricardo Rodríguez verpasste bei seinem ersten Grand-Prix-Start die Pole um eine Zehntelsekunde. Ginther qualifizierte sich vor Phil Hill auf Rang drei. Damit wurde Phil Hills Serie von fünf Pole-Position in Folge gebrochen, allerdings war es für Ferrari bereits die sechste in Folge. Erst fünf Jahre später, beim Großen Preis von Großbritannien 1966 gelang es erneut einem Team die Startplätze eins und zwei zu belegen.
Auf Startplatz fünf qualifizierte sich Graham Hill vor Baghetti. Mit dessen privaten Ferrari qualifizierten sich fünf dieser Wagen unter den ersten sechs Startplätzen. Rang sieben ging an Jim Clark auf Lotus, Rang acht an Jo Bonnier auf Porsche. Die ersten Zehn wurden von Ireland und Brabham komplettiert. Mit insgesamt 32 Wagen qualifizierte sich ein zahlenmäßig sehr großes Fahrerfeld für den Grand Prix, lediglich Pilette verpasste die erforderte Qualifikationszeit und durfte damit nicht am Rennen teilnehmen.

### Rennen

Kurz vor der Parabolica kam es zu dem Unfall

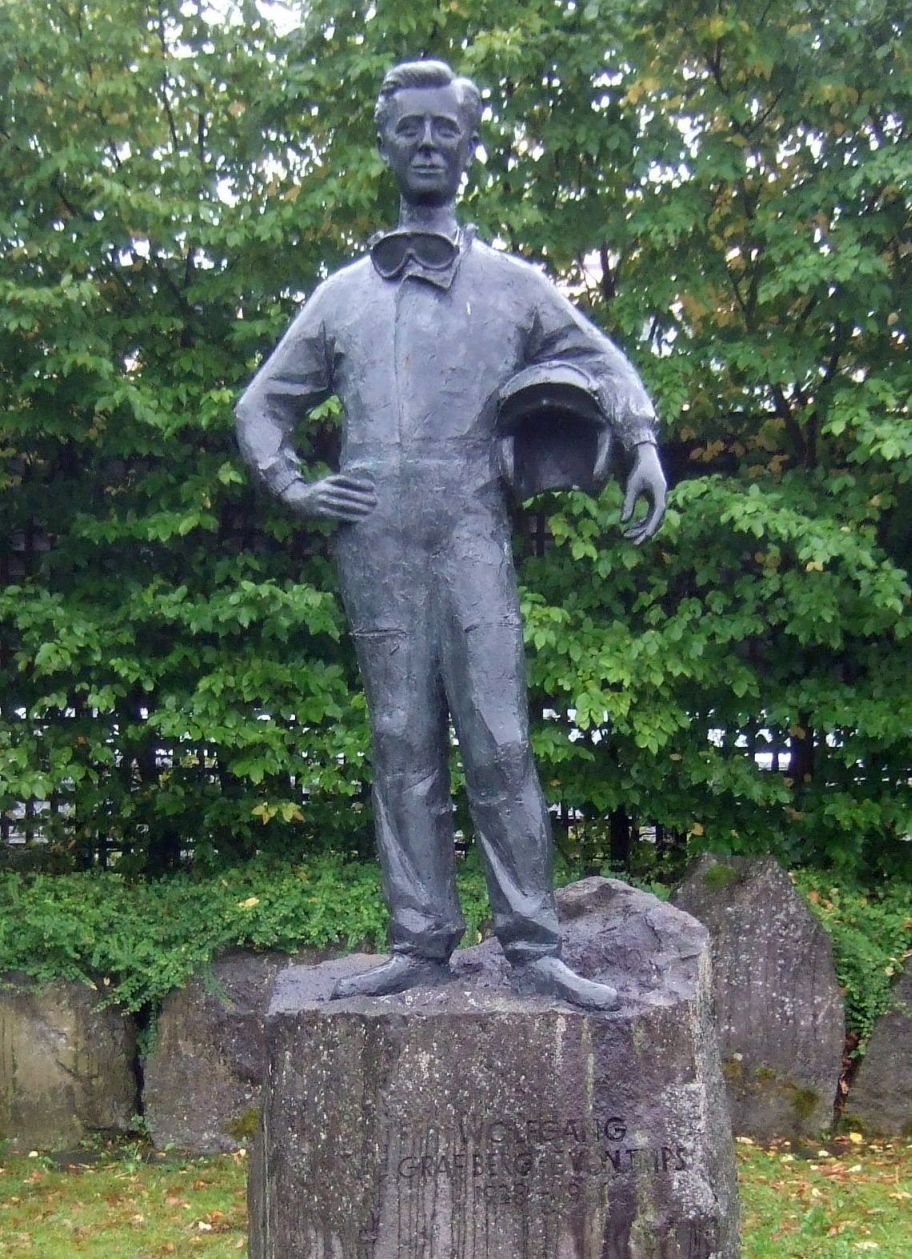
Wolfgang Graf Berghe von Trips und 15 Zuschauer sterben beim größten Unfall der Formel-1-Geschichte

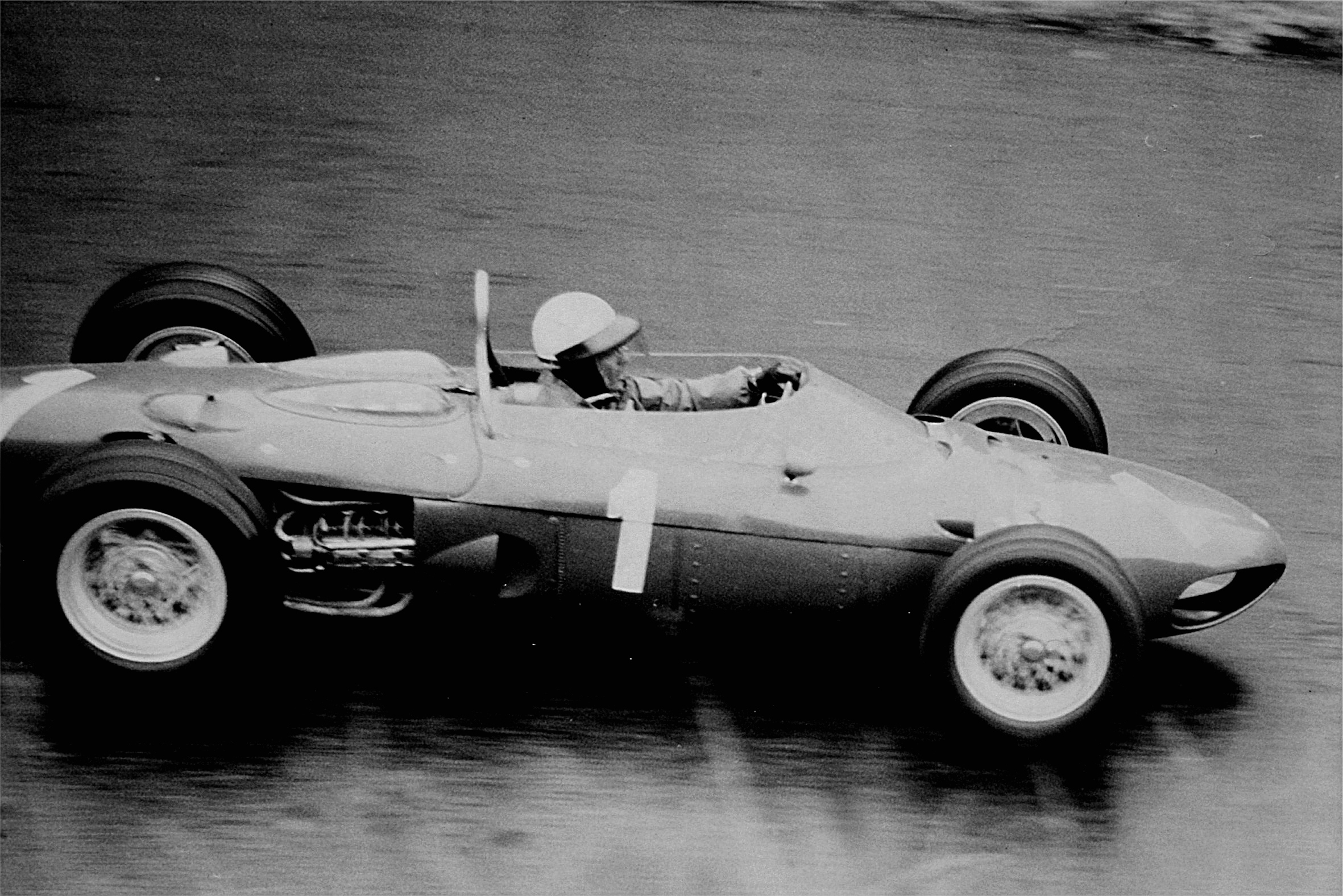
Phil Hill gewinnt mit seinem letzten Rennsieg die Weltmeisterschaft

Gleich nach dem Rennstart fiel von Trips von der Pole auf den sechsten Platz zurück. Phil Hill übernahm die Führung vor seinen Teamkollegen Ginther und Rodríguez. Während Graf Berghe von Trips Brabham überholte, verunfallte Ashmore. Er überlebte den Unfall mit schweren Verletzungen. In der zweiten Runde kam es dann eingangs der Parabolica-Kurve zur Katastrophe: Beim Überholversuch kollidierte von Trips’ Ferrari bei knapp 230 km/h mit dem Lotus von Jim Clark. Graf Berghe von Trips verlor die Kontrolle über seinen Ferrari, raste die angrenzende Böschung hinauf und prallte gegen den Fangzaun; beides, sowohl die Böschung als auch der Zaun, galt der Sicherheit der Zuschauer. Der Wagen wurde hochgeschleudert und traf die am Zaun stehenden Zuschauer. Von Trips wurde aus dem Cockpit geworfen, schlug auf den Boden auf und war sofort tot. Mit ihm starben elf Zuschauer an der Rennstrecke, vier weitere verstarben in den folgenden Tagen im Krankenhaus, 60 wurden verletzt. Das Rennen wurde trotz der hohen Opferzahl, die höchste in der Geschichte der Automobilweltmeisterschaft, nicht abgebrochen.
Das Rennen war nach dem tödlichen Unfall von einem umkämpften Duell an der Spitze und vielen technischen Ausfällen geprägt. Bereits in der zweiten Rennrunde schieden Bussinello, Lippi und Seidel mit Motorenschäden aus, Fairman und Naylor ebenfalls einige Runden später. Auch John Surtees verunfallte, blieb aber ohne Verletzungen. Irland gab das Rennen in Runde fünf aufgrund eines defekten Chassis auf, Brabhams Wagen überhitzte in Runde sieben. Eine weitere Ausfallserie begann in Runde zehn mit einem Motorschaden bei Graham Hill. Gregory, Baghetti und Vaccarella stellten ebenfalls ihre Wagen ab, ebenso wie Rodriguez, Bonnier und Starrabba. In den meisten Fällen war ein Motorschaden die Ursache und auch das Aggregat an Ginthers Ferrari war defekt. Bis kurz vor seinem Ausfall hatte er sich mit Phil Hill um die Führung duelliert und diese viermal übernommen. Nachdem auch Moss ausgeschieden war, fuhr Phil Hill ungefährdet zum Sieg, dem letzten seiner Karriere. Gleichzeitig übernahm er die Führung in der Fahrerwertung und hatte einen Punkt Vorsprung auf Graf Berghe von Trips. Durch den tödlichen Unfall seines Teamkollegen und dem Ausfall von Moss stand Phil Hill somit vorzeitig als Gewinner der Automobilweltmeisterschaft 1961 fest. Phil Hill wurde der erste Weltmeister aus den Vereinigten Staaten, es blieb jedoch seine einzige Weltmeisterschaft. Für Ferrari war es der fünfte Fahrertitel in der Teamgeschichte. Gurney wurde auf Porsche zweiter vor Mclaren auf Rang drei. Jackie Lewis sicherte sich die einzigen Punkte seiner Karriere auf Position vier. Brooks wurde fünfter und Salvadori kam ebenfalls ein letztes Mal in den Punkterängen ins Ziel, auf Rang sechs.
Aufgrund des Unfalls mit den vielen Todesopfern entschied sich Ferrari für einen Verzicht auf die Teilnahme am letzten Saisonrennen, dem Großen Preis der USA 1961. Ferrari verstärkte in der folgenden Saison sein Team mit den Fahrern Rodriguez und Bandini. Doch die Serie von tödlichen Unfällen der eigenen Fahrer, die bereits Ende der 1950er Jahre begonnen hatte, setzte sich in den folgenden Jahren fort – sowohl Rodriguez als auch Bandini kamen bei Unfällen ums Leben.

## Meldeliste
Wie zu jener Zeit üblich, waren auch bei diesem Rennen einige Fahrer mit mehreren Fahrzeugmodellen beziehungsweise Motoren gemeldet. So war beispielsweise Stirling Moss mit einem Lotus 21-Climax 1.5 L4, einem Lotus 18/21-Climax 1.5 L4 und einem Lotus 18/21-Climax 1.5 V8 gemeldet; er startete schließlich im Lotus 21.
| Team                       | Nr. | Fahrer                  | Chassis          | Motor             | Reifen |
| -------------------------- | --- | ----------------------- | ---------------- | ----------------- | ------ |
| Scuderia Ferrari SpA SEFAC | 2   | Phil Hill               | Ferrari 156      | Ferrari 1.5 V6    | D      |
| Scuderia Ferrari SpA SEFAC | 4   | Wolfgang von Trips      | Ferrari 156      | Ferrari 1.5 V6    | D      |
| Scuderia Ferrari SpA SEFAC | 6   | Richie Ginther          | Ferrari 156      | Ferrari 1.5 V6    | D      |
| Scuderia Ferrari SpA SEFAC | 8   | Ricardo Rodríguez       | Ferrari 156      | Ferrari 1.5 V6    | D      |
| Cooper Car Company         | 10  | Jack Brabham            | Cooper T58       | Climax 1.5 V8     | D      |
| Cooper Car Company         | 10  | Jack Brabham            | Cooper T55       | Climax 1.5 L4     | D      |
| Cooper Car Company         | 12  | Bruce McLaren           | Cooper T55       | Climax 1.5 L4     | D      |
| JBW Cars                   | 14  | Brian Naylor            | JBW 61           | Climax 1.5 L4     | D      |
| privat                     | 16  | Tim Parnell             | Lotus 18         | Climax 1.5 L4     | D      |
| privat                     | 18  | Gerry Ashmore           | Lotus 18         | Climax 1.5 L4     | D      |
| UDT Laystall Racing Team   | 20  | Henry Taylor            | Lotus 18/21      | Climax 1.5 L4     | D      |
| UDT Laystall Racing Team   | 22  | Masten Gregory          | Lotus 18/21      | Climax 1.5 L4     | D      |
| Owen Racing Organisation   | 24  | Graham Hill             | BRM P57          | BRM 1.5 V8        | D      |
| Owen Racing Organisation   | 24  | Graham Hill             | BRM P48/57       | BRM 1.5 L4        | D      |
| Owen Racing Organisation   | 26  | Tony Brooks             | BRM P48/57       | BRM 1.5 L4        | D      |
| Rob Walker Racing Team     | 28  | Stirling Moss           | Lotus 21         | Climax 1.5 L4     | D      |
| Rob Walker Racing Team     | 28  | Stirling Moss           | Lotus 18/21      | Climax 1.5 L4     | D      |
| Rob Walker Racing Team     | 28  | Stirling Moss           | Climax 1.5 V8    |                   | D      |
| Fred Tuck Cars             | 30  | Jack Fairman            | Cooper T45       | Climax 1.5 L4     | D      |
| Scuderia Sant’Ambroeus     | 32  | Giancarlo Baghetti      | Ferrari 156      | Ferrari 1.5 V6    | D      |
| Scuderia Sant’Ambroeus     | 34  | Alfonso Thiele          | Cooper T45       | Climax 1.5 L4     | D      |
| Team Lotus                 | 36  | Jim Clark               | Lotus 21         | Climax 1.5 L4     | D      |
| Team Lotus                 | 38  | Innes Ireland           | Lotus 21         | Climax 1.5 L4     | D      |
| Team Lotus                 | 38  | Innes Ireland           | Lotus 18/21      | Climax 1.5 L4     | D      |
| Yeoman Credit Racing Team  | 40  | Roy Salvadori           | Cooper T53       | Climax 1.5 L4     | D      |
| Yeoman Credit Racing Team  | 42  | John Surtees            | Cooper T53       | Climax 1.5 L4     | D      |
| Porsche System Engineering | 44  | Joakim Bonnier          | Porsche 718      | Porsche 1.5 B4    | D      |
| Porsche System Engineering | 44  | Joakim Bonnier          | Porsche 787      | Porsche 1.5 B4    | D      |
| Porsche System Engineering | 44  | Dan Gurney              | Porsche 718      | Porsche 1.5 B4    | D      |
| Porsche System Engineering | 44  | Dan Gurney              | Porsche 787      | Porsche 1.5 B4    | D      |
| Porsche System Engineering | 46  | Edgar Barth             | Porsche 718      | Porsche 1.5 F4    | D      |
| Scuderia Serenissima       | 48  | Maurice Trintignant     | Cooper T51       | Maserati 1.5 L4   | D      |
| Scuderia Serenissima       | 50  | Nino Vaccarella         | De Tomaso F1-003 | Alfa Romeo 1.5 L4 | D      |
| Scuderia Settecolli        | 52  | Roberto Lippi           | De Tomaso F1-002 | OSCA 1.5 L4       | D      |
| Isobele de Tomaso          | 54  | Roberto Bussinello      | De Tomaso F1-004 | Alfa Romeo 1.5 L4 | D      |
| Scuderia Colonia           | 56  | Wolfgang Seidel         | Lotus 18         | Climax 1.5 L4     | D      |
| Pescara Racing Club        | 58  | Renato Pirocchi         | Cooper T51       | Maserati 1.5 L4   | D      |
| H&L Motors                 | 60  | Jackie Lewis            | Cooper T53       | Climax 1.5 L4     | D      |
| Scuderia Centro Sud        | 60  | Massimo Natili          | Cooper T51       | Maserati 1.5 L4   | D      |
| Scuderia Centro Sud        | 62  | Lorenzo Bandini         | Cooper T53       | Maserati 1.5 L4   | D      |
| Scuderia Dolomiti          | 64  | Ernesto Prinoth         | Lotus 18         | Climax 1.5 L4     | D      |
| privat                     | 66  | Mennato Boffa           | Cooper T45       | Climax 1.5 L4     | D      |
| Equipe Nationale Belge     | 68  | André Pilette           | Emeryson P       | Climax 1.5 L4     | D      |
| Scuderia Colonia           | 70  | Michael May             | Lotus 18         | Climax 1.5 L4     | D      |
| Principe Gaetano Starrabba | 72  | Gaetano Starrabba       | Lotus 18         | Maserati 1.5 L4   | D      |
| Ecurie Maarsbergen         | 74  | Carel Godin de Beaufort | Porsche 718      | Porsche 1.5 B4    | D      |

## Klassifikationen

### Startaufstellung
| Pos. | Fahrer                         | Konstrukteur         | Zeit   | Ø-Geschwindigkeit | Start |
| ---- | ------------------------------ | -------------------- | ------ | ----------------- | ----- |
| 01   | Wolfgang Graf Berghe von Trips | Ferrari              | 2:46,3 | 216,47 km/h       | 01    |
| 02   | Ricardo Rodríguez              | Ferrari              | 2:46,4 | 216,35 km/h       | 02    |
| 03   | Richie Ginther                 | Ferrari              | 2:46,8 | 215,83 km/h       | 03    |
| 04   | Phil Hill                      | Ferrari              | 2:47,2 | 215,31 km/h       | 04    |
| 05   | Graham Hill                    | B.R.M.-Climax        | 2:48,7 | 213,40 km/h       | 05    |
| 06   | Giancarlo Baghetti             | Ferrari              | 2:49,0 | 213,02 km/h       | 06    |
| 07   | Jim Clark                      | Lotus-Climax         | 2:49,2 | 212,77 km/h       | 07    |
| 08   | Jo Bonnier                     | Porsche              | 2:49,6 | 212,26 km/h       | 08    |
| 09   | Innes Ireland                  | Lotus-Climax         | 2:50,3 | 211,39 km/h       | 09    |
| 10   | Jack Brabham                   | Cooper-Climax        | 2:51,6 | 209,79 km/h       | 10    |
| 11   | Stirling Moss                  | Lotus-Climax         | 2:51,8 | 209,55 km/h       | 11    |
| 12   | Dan Gurney                     | Porsche              | 2:52,0 | 209,30 km/h       | 12    |
| 13   | Tony Brooks                    | B.R.M.               | 2:52,2 | 209,06 km/h       | 13    |
| 14   | Bruce McLaren                  | Cooper-Climax        | 2:53,4 | 207,61 km/h       | 14    |
| 15   | Carel Godin de Beaufort        | Porsche              | 2:53,8 | 207,13 km/h       | 15    |
| 16   | Jackie Lewis                   | Cooper-Climax        | 2:54,0 | 206,90 km/h       | 16    |
| 17   | Masten Gregory                 | Lotus-Climax         | 2:55,2 | 205,48 km/h       | 17    |
| 18   | Roy Salvadori                  | Cooper-Climax        | 2:55,2 | 205,48 km/h       | 18    |
| 19   | John Surtees                   | Cooper-Climax        | 2:55,6 | 205,01 km/h       | 19    |
| 20   | Nino Vaccarella                | De Tomaso-Alfa Romeo | 2:56,0 | 204,55 km/h       | 20    |
| 21   | Lorenzo Bandini                | Cooper-Maserati      | 2:57,7 | 202,59 km/h       | 21    |
| 22   | Maurice Trintignant            | Cooper-Maserati      | 2:58,7 | 201,45 km/h       | 22    |
| 23   | Henry Taylor                   | Lotus-Climax         | 3:00,6 | 199,34 km/h       | 23    |
| 24   | Roberto Bussinello             | De Tomaso-Alfa Romeo | 3:01,7 | 198,13 km/h       | 24    |
| 25   | Gerry Ashmore                  | Lotus-Climax         | 3:03,0 | 196,72 km/h       | 25    |
| 26   | Jack Fairman                   | Cooper-Climax        | 3:04,8 | 194,81 km/h       | 26    |
| 27   | Tim Parnell                    | Lotus-Climax         | 3:05,7 | 193,86 km/h       | 27    |
| 28   | Wolfgang Seidel                | Lotus-Climax         | 3:06,0 | 193,55 km/h       | 28    |
| 29   | Renato Pirocchi                | Cooper-Maserati      | 3:06,5 | 193,03 km/h       | 29    |
| 30   | Gaetano Starrabba              | Lotus-Maserati       | 3:07,9 | 191,59 km/h       | 30    |
| 31   | Brian Naylor                   | JBW-Climax           | 3:08,1 | 191,39 km/h       | 31    |
| 32   | Roberto Lippi                  | De Tomaso-O.S.C.A.   | 3:08,9 | 190,58 km/h       | 32    |
| DNQ  | André Pilette                  | Emeryson-Climax      | 3:11,6 | 187,89 km/h       | –     |

### Rennen
| Pos. | Fahrer                         | Konstrukteur         | Runden | Stopps | Zeit       | Start | Schnellste Runde |
| ---- | ------------------------------ | -------------------- | ------ | ------ | ---------- | ----- | ---------------- |
| 01   | Phil Hill                      | Ferrari              | 43     |        | 2:03:13,0  | 04    | 2:49,1           |
| 02   | Dan Gurney                     | Porsche              | 43     |        | + 31,2     | 12    | 2:50,7           |
| 03   | Bruce McLaren                  | Cooper-Climax        | 43     |        | + 2:28,4   | 14    | 2:51,1           |
| 04   | Jackie Lewis                   | Cooper-Climax        | 43     |        | + 2:40,4   | 16    | 2:51,8           |
| 05   | Tony Brooks                    | B.R.M.-Climax        | 43     |        | + 2:40,5   | 13    | 2:52,9           |
| 06   | Roy Salvadori                  | Cooper-Climax        | 42     |        | + 1 Runde  | 18    | 2:55,3           |
| 07   | Carel Godin de Beaufort        | Porsche              | 41     |        | + 2 Runden | 15    | 2:56,6           |
| 08   | Lorenzo Bandini                | Cooper-Maserati      | 41     |        | + 2 Runden | 21    | 2:58,1           |
| 09   | Maurice Trintignant            | Cooper-Maserati      | 41     |        | + 2 Runden | 22    | 2:57,2           |
| 10   | Tim Parnell                    | Lotus-Climax         | 40     |        | + 3 Runden | 27    | 3:04,4           |
| 11   | Henry Taylor                   | Lotus-Climax         | 39     |        | + 4 Runden | 23    | 3:00,6           |
| 12   | Renato Pirocchi                | Cooper-Maserati      | 38     |        | + 5 Runden | 29    | 3:07,9           |
| –    | Stirling Moss                  | Lotus-Climax         | 36     |        | DNF        | 11    | 2:50,8           |
| –    | Richie Ginther                 | Ferrari              | 23     |        | DNF        | 03    | 2:49,7           |
| –    | Gaetano Starrabba              | Lotus-Maserati       | 19     |        | DNF        | 30    | 3:06,1           |
| –    | Jo Bonnier                     | Porsche              | 15     |        | DNF        | 08    | 2:49,3           |
| –    | Ricardo Rodríguez              | Ferrari              | 13     |        | DNF        | 02    | 2:49,8           |
| –    | Giancarlo Baghetti             | Ferrari              | 13     |        | DNF        | 06    | 2:48,4           |
| –    | Nino Vaccarella                | De Tomaso-Alfa Romeo | 13     |        | DNF        | 20    | 3:00,0           |
| –    | Masten Gregory                 | Lotus-Climax         | 11     |        | DNF        | 17    | 2:58,0           |
| –    | Graham Hill                    | B.R.M.-Climax        | 10     |        | DNF        | 05    | 2:53,5           |
| –    | Jack Brabham                   | Cooper-Climax        | 7      |        | DNF        | 10    | 2:49,5           |
| –    | Brian Naylor                   | JBW-Climax           | 6      |        | DNF        | 31    | 3:10,8           |
| –    | Innes Ireland                  | Lotus-Climax         | 5      |        | DNF        | 09    | 2:58,6           |
| –    | Jack Fairman                   | Cooper-Climax        | 5      |        | DNF        | 26    | 3:13,4           |
| –    | John Surtees                   | Cooper-Climax        | 2      |        | DNF        | 19    | 2:53,9           |
| –    | Wolfgang Graf Berghe von Trips | Ferrari              | 1      |        | DNF        | 01    | 3:03,4           |
| –    | Jim Clark                      | Lotus-Climax         | 1      |        | DNF        | 07    | 3:03,7           |
| –    | Roberto Bussinello             | De Tomaso-Alfa Romeo | 1      |        | DNF        | 24    | 3:26,7           |
| –    | Wolfgang Seidel                | Lotus-Climax         | 1      |        | DNF        | 28    | –                |
| –    | Roberto Lippi                  | De Tomaso-OSCA       | 1      |        | DNF        | 32    | 3:55,5           |
| –    | Gerry Ashmore                  | Lotus-Climax         | 0      |        | DNF        | 25    | –                |

## WM-Stände nach dem Rennen
Die ersten sechs des Rennens bekamen 9, 6, 4, 3, 2, 1 Punkte. Es zählten nur die fünf besten Ergebnisse aus acht Rennen. In der Konstrukteurswertung bekamen die ersten sechs des Rennens 8, 6, 4, 3, 2, 1 Punkte, es zählten dabei nur die Punkte des bestplatzierten Fahrers eines Teams.

### Fahrerwertung
| Pos. | Fahrer                           | Konstrukteur    | Punkte  |
| ---- | -------------------------------- | --------------- | ------- |
| 01   | Phil Hill                        | Ferrari         | 34 (38) |
| 02   | Wolfgang Graf Berghe von Trips † | Ferrari         | 33      |
| 03   | Stirling Moss                    | Lotus-Climax    | 21      |
| 04   | Richie Ginther                   | Ferrari         | 16      |
| 05   | Dan Gurney                       | Porsche         | 15      |
| 06   | Jim Clark                        | Lotus-Climax    | 11      |
| 07   | Giancarlo Baghetti               | Ferrari         | 9       |
| 08   | Bruce McLaren                    | Cooper-Climax   | 8       |
| 09   | Jack Brabham                     | Cooper-Climax   | 4       |
| 10   | John Surtees                     | Cooper-Climax   | 4       |
| 11   | Olivier Gendebien                | Ferrari         | 3       |
| 12   | Innes Ireland                    | Lotus-Climax    | 3       |
| 13   | Jackie Lewis                     | Cooper-Climax   | 3       |
| 14   | Jo Bonnier                       | Porsche         | 2       |
| 15   | Roy Salvadori                    | Cooper-Climax   | 2       |
| 16   | Tony Brooks                      | B.R.M.-Climax   | 2       |
| 17   | Graham Hill                      | B.R.M.-Climax   | 1       |
| 18   | Maurice Trintignant              | Cooper-Maserati | 0       |
| 19   | Cliff Allison                    | Lotus-Climax    | 0       |
| 20   | Lorenzo Bandini                  | Cooper-Maserati | 0       |
| 21   | Hans Herrmann                    | Porsche         | 0       |
| 22   | Masten Gregory                   | Cooper-Climax   | 0       |
| 23   | Henry Taylor                     | Lotus-Climax    | 0       |

| Pos. | Fahrer                  | Konstrukteur         | Punkte |
| ---- | ----------------------- | -------------------- | ------ |
| 24   | Michael May             | Lotus-Climax         | 0      |
| 25   | Tony Maggs              | Lotus-Climax         | 0      |
| 26   | Ian Burgess             | Lotus-Climax         | 0      |
| 27   | Tim Parnell             | Lotus-Climax         | 0      |
| 28   | Renato Pirocchi         | Cooper-Maserati      | 0      |
| 29   | Carel Godin de Beaufort | Porsche              | 0      |
| 30   | Trevor Taylor           | Lotus-Climax         | 0      |
| 31   | Keith Greene            | Gilby-Climax         | 0      |
| 32   | Wolfgang Seidel         | Lotus-Climax         | 0      |
| 33   | Tony Marsh              | Lotus-Climax         | 0      |
| 34   | Gerry Ashmore           | Lotus-Climax         | 0      |
| –    | Willy Mairesse          | Lotus-Climax / Lotus | 0      |
| –    | Lucien Bianchi          | Lotus-Climax         | 0      |
| –    | Bernard Collomb         | Cooper-Climax        | 0      |
| –    | Gaetano Starrabba       | Lotus-Maserati       | 0      |
| –    | Ricardo Rodríguez       | Ferrari              | 0      |
| –    | Nino Vaccarella         | De Tomaso-Alfa Romeo | 0      |
| –    | Brian Naylor            | JBW-Climax           | 0      |
| –    | Jack Fairman            | Cooper-Climax        | 0      |
| –    | Giorgio Scarlatti       | De Tomaso-Osca       | 0      |
| –    | Massimo Natili          | Cooper-Maserati      | 0      |
| –    | Roberto Bussinello      | De Tomaso-Alfa Romeo | 0      |
| –    | Roberto Lippi           | De Tomaso-Osca       | 0      |

### Konstrukteurswertung
| Pos. | Konstrukteur  | Punkte  |
| ---- | ------------- | ------- |
| 01   | Ferrari       | 40 (52) |
| 02   | Lotus-Climax  | 24      |
| 03   | Porsche       | 17      |
| 04   | Cooper-Climax | 13 (15) |

| Pos. | Konstrukteur    | Punkte |
| ---- | --------------- | ------ |
| 05   | B.R.M.-Climax   | 3      |
| –    | Cooper-Maserati | 0      |
| –    | Gilby-Climax    | 0      |
| –    | De Tomaso-OSCA  | 0      |